# Точка (единица длины)
То́чка — единица измерения расстояния в русской и английской системах мер.
- В русской системе мер 1 точка = 2,54·10−4 м = 0,254 мм = 254 мкм = 1⁄100 дюйма = 1⁄10 линии (точно)[1].
- В английской системе мер 1 точка (пункт, пойнт) = 1⁄72 дюйма = ⅙ линии = 0,3527777(7) мм.